# 故县街道
故县街道，是中华人民共和国山西省长治市潞州区已撤销的一个乡镇级行政单位。2021年4月1日，撤销故县街道，分别并入西白兔镇、黄碾镇。将原故县街道的漳村矿、七四四五、电化3 个社区居委会划归西白兔镇管辖，将八一、长钢、王庄矿、石圪节、王庄村5个社区居委会划归黄碾镇管辖。